# Said Musa

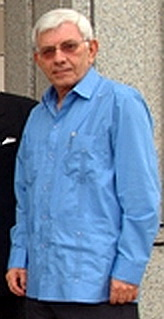
Said Musa

Said Wilbert Musa (San Ignacio Cayo, 19 maart 1944) is een Belizaans politicus. Van 1998 tot 2008 was hij premier van Belize.
Said Wilbert Musa is van Palestijnse afkomst. Hij is de vierde van kinderen van Hamid en Aurora Musa. Said Musa ontving onderwijs aan Saint Andrews Primary School in San Ignacio Cayo en studeerde aan het St. Michael's College en het St. John's College in Belize City. Daarna studeerde hij rechten aan de Universiteit van Manchester. Na de voltooiing van zijn rechtenstudie keerde hij in 1967 naar Belize (het toenmalige Brits-Honduras) terug en werkte hij er voor de koloniale overheid en opende in het begin van de jaren '70 een advocatenpraktijk. Hij sloot zich aan bij de naar onafhankelijkheid strevende People's United Party. 
Van 1974 tot 1979 was hij senator voor de PUP en van 1979 tot 1984 was hij procureur-generaal en minister van Sport en later minister van Economische Ontwikkeling. Van 1989 tot 1993 was hij minister van Buitenlandse Zaken. In 1996 werd Said Musa tot voorzitter van de PUP gekozen. Hij volgde hiermee oud-premier George Cadle Price als partijvoorzitter op. In 1998 werd Musa tot premier van Belize gekozen en in 2003 werd hij herkozen. Van 1998 tot 2002 was hij tevens voor de tweede maal minister van Buitenlandse Zaken.